# 補天棋
補天棋（Pan-Kai），是桌上遊戲設計師艾力克斯·蘭多夫在1960年推出的兩人棋類遊戲。棋子為五格骨牌。
1966年，席德·薩克森將棋盤擴大，成為可二到四人參與，改名為Universe。

五連塊

## 棋具
- 10*10方格棋盤。
- 每方有五格骨牌十二枚，以兩色區分敵我。

## 規則
- 使每位玩家需輪流放一枚棋子於空域，但不能造成小於五塊方格的空域。
- 無法行棋者輸掉遊戲[2]。

## 外部連結
- 遊戲介紹（页面存档备份，存于）
- 線上遊戲（页面存档备份，存于）